# Klasse Kriminale
I Klasse Kriminale sono un gruppo musicale italiano, formatosi a Savona nel 1985. La loro musica è una miscela di sonorità Oi!, punk rock, ska e reggae. I loro testi trattano principalmente di lavoro, disoccupazione, droghe, società dei media, vita di strada e divario generazionale.

## Storia dei Klasse Kriminale
I Klasse Kriminale fecero la loro prima apparizione live nel 1985 in Piazza Martinez a Genova., ma arrivarono al primo album sono nel 1988 con l'autoproduzione Odiati e fieri skinheads. Nel 1989 dedicano il brano Noi non Moriremo Mai agli scioperi che seguirono alla decisione del Ministero della marina mercantile Giovanni Prandini di privatizzare i porti. Il brano fu incluso nell'album Ci incontreremo ancora un giorno, co-prodotto dalla Havin' A Laugh Records e dalla label neonazista francese Rebelles Européens nello stesso anno.
Del 1990 fu il loro primo concerto fuori dal territorio nazionale, su invito di Laurent, batterista dei PKRK. Il concerto si svolse a Metz, in Francia. Di li a poco usci il loro album intitolato Faccia a faccia, (Division Nada, 1991), mentre nel 1992 parteciparono con un concerto live a Shock Produzioni di Francesco D'Abramo, programma radiofonico in onda sulla milanese Radio Popolare. In seguito a questo evento, Panorama scrisse di loro attribuendogli erroneamente ideologie di estrema destra e filo naziste e creandone un caso assieme ad altre testate che a questo articolo si accodarono.
Nel 1994 Videomusic li invita alla trasmissione Indie di Attilio Grilloni.
Nel 1996 il loro album dal vivo dal titolo Live/Vivo fu prodotto da Paul Chain, che ne curò la registrazione, come già avvenne per l'EP Orgoglio per le tue passioni dell'anno precedente, dove figurava anche all'organo hammond.
Nel 1997 l'etichetta inglese Captain Oi! pubblica l'album raccolta The Best Of ..., che di fatto è unico gruppo non anglofono presente nel loro catalogo.
Nel 1998 dopo la pubblicazione del singolo Mind Invaders in cui un brano vede il testo di Luther Blissett, esce il loro Electric caravanas che vede la produzione artistica di Jimmy Pursey degli Sham 69.
Nel 2002 in seguito alle proteste contro il G8 a Genova esce il loro album Welcome to Genoa accompagnato da un video giudicato, per i suoi contenuti, inadatto alla trasmissione dalla maggior parte delle emittenti televisive.
Nel 2005 esce il 10º disco con il titolo Klasse Kriminale. Il disco vede la partecipazione di Vic Ruggiero degli Slackers (anche collaboratore dei Rancid) all'organo Hammond ed alla chitarra, che ne curerà anche la produzione.

## Formazione attuale
- Marco Balestrino: voce[4]. Fu anche il creatore della fanzine Kriminal Class e con la sua Havin' a Laugh Records è produttore di compilation come Oi! It's A World League, Oi! Against Silvio, Oi! Against Racism e Stay Punk![5]. Il CD degli Sham 69 Live in Italy uscito per la inglese Essential Records fu registrato con un DAT da Marco Balestrino in occasione del festival hardcore Teste Vuote, Ossa Rotte a Bologna.
- James: chitarra
- Billy: basso
- JJ: batteria

## Membri di formazioni precedenti
- Antonella Cavanna: chitarra, voce[6]. Dopo aver abbandonato il gruppo nel 1991 si trasferisce in Inghilterra dove milita con vari gruppi. Nel 2010 decide di riprendere il vecchio nome fondando gli Antonella's Klasse Kriminale, creando così scompigli e diatribe nella scena Oi! italiana.[7]
- Matteo Grassi: chitarra[8]
- Riccardo Giudice: basso[9]
- Betty: basso
- Ricky: chitarra
- Castel: batteria
- Danilo: sassofono
- Emanuele: basso
- Mauro Picone: batteria
- Rinaldo (Ringo): batteria
- Ezio Secomandi: batteria
- Stefano Scala : tastiere e pianoforte[10]
- Jan "Yan" Maio: violino
- Marzio MM: chitarra
- Giacomo: basso
- Edo: basso

## Discografia

### Album studio
- Odiati e fieri skinheads, 1988 - autoproduzione
- Ci incontreremo ancora un giorno, 1989 - Havin' A Laugh Records, Rebelles Européens
- Faccia a faccia, 1991 - Division Nada
- I ragazzi sono innocenti, 1993 - Twins
- I Know This Boy, 1999 - NOCO
- Electric caravanas, 1999 - Mad Butcher Records
- Stai vivendo o stai sopravvivendo?, 2001 - Mad Butcher Records
- Welcome to Genoa, 2002 - Derotten Records
- Klasse Kriminale, 2005 - Solitude Urbaine
- Strength & Unity, 2007 - Havin' A Laugh Records
- The Rise and Fall of The Stylish Kids... OI! Una storia, 2010 - Contra Records, Longshot Music
- Rude Club, 2014 - Randale Records
- Vico dei Ragazzi, 2020 - Randale Records

### EP
- Mind Invaders, vinile 7", Mad Butcher Records

### Album live
- Live/Vivo, live 1996 - New LM Records
- Live & Loud!, live 2005 - Neuro Empire
- In Concerto al Rude Club, 2021 - Mad Butcher Records

### Split
- Italian Oi! tribute to NYHC skinheads, (split con i Ghetto 84), 2019

### Raccolte
- Odiati & Fieri! - The Early Years 85-88, 1999 - Vulture Rock Records
- The History of... (Part.1) (The Collected Hits '85-'93), 1993 - Knock Out Records
- The Best ..., 1995 - Captain Oi!
- What Have We Got? Che Cosa Abbiamo?, 2000 - Kob Records
- O Melhor Da Klasse Kriminale, 2000 - Rotten Records
- Desruktivní Generace, 2001
- Amotinado En El Mundo, 2001 - Actitud Mental Positiva Discos

### Partecipazioni a compilation
- 1998 - Italian Ska Invasion presenti con "Solo Lei"
- 1991 - Oi! Siamo ancora qui!! presenti con "Oi! Siamo tu ed io vincenti"
- 1992 - Oi! It's a world league presenti con "Oi! È una lega mondiale" e "Uniti sempre, divisi mai"
- 1994 - Oi! against Silvio presenti con "Politicanti"
- 2001 - Speciale Punk Rock - Rock Sound Speciale#5 presenti con "I'm A Junky"
- 2019 - Caos in Italia presenti con "Diritto al lavoro"